# Leucoloma amoene-virens
Leucoloma amoene-virens là một loài rêu trong họ Dicranaceae. Loài này được Mitt. mô tả khoa học đầu tiên năm 1859.